# Gununggiana
Gununggiana is een bestuurslaag in het regentschap Banjarnegara van de provincie Midden-Java, Indonesië. Gununggiana telt 2288 inwoners (volkstelling 2010).